# Томчак, Яцек
Яцек Томчак (пол. Jacek Tomczak; род. 5 марта 1990, Сьрем) — польский шахматист, гроссмейстер (2012).
Победитель чемпионата мира до 16 лет в Батуми (2006).
Серебряный призёр личного чемпионата Польши 2024 года, бронзовый призёр командного чемпионата Польши 2014 года.
В составе сборной Польши — участник командного чемпионата Европы 2013 года и Олимпиады 2018 года (четвёртое командное место).

## Изменения рейтинга
| Графики недоступны из-за технических проблем. См. информацию на Фабрикаторе и на mediawiki.org. |